# Livio Berruti
Livio Berruti (* 19. Mai 1939 in Turin) ist ein ehemaliger italienischer Leichtathlet.

## Leben
Trotz der Größe von 1,88 m betrug Berrutis Wettkampfgewicht nur 66 kg. Sein größter Erfolg war der Gewinn der olympischen Goldmedaille im 200-Meter-Lauf am 3. September 1960 in Rom.
Ergebnis: 
1. Livio Berruti (Italien)     20,5 s (elektronisch 20,62 s inoffiziell)
2. Lester Nelson Carney (USA)  20,6 s              (20,70 s)
3. Abdoulaye Seye (Frankreich) 20,7 s              (20,82 s)
4. Marian Foik (Polen)     20,8 s              (20,90 s)
5. Stonewall Johnson (USA)     20,8 s              (20,92 s)
6. Otis Ray Norton (USA)       20,9 s              (21,06 s)

Berruti lief am selben Tag bereits im Semifinale 20,5 s (20,65 s), was zur damaligen Zeit die Egalisierung des Weltrekordes für eine Rundbahn mit voller Kurve bedeutete. Am 100-Meter-Lauf nahm Berruti in Rom nicht teil. Seine Bestzeit über diese Strecke erzielte er am 26. Mai 1960 in Verona mit 10,2 s (handgestoppt).
Nach seinem Olympiasieg konnte er nicht mehr ganz an diese Leistungen anknüpfen, erreichte jedoch als bester Europäer im Finale der Olympischen Sommerspiele 1964 von Tokio in 20,8 s Platz 5. Es siegte Henry Carr (USA) in 20,3 s.